# (121469) Sarahaugh
(121469) Sarahaugh est un astéroïde de la ceinture principale.

## Description
(121469) Sarahaugh est un astéroïde de la ceinture principale. Il fut découvert le 1er octobre 1999 aux monts Santa Catalina par le programme CSS. Il présente une orbite caractérisée par un demi-grand axe de 2,84 UA, une excentricité de 0,06 et une inclinaison de 2,8° par rapport à l'écliptique.
Il est nommé d'après un contributeur de la mission OSIRIS-REx, dont le but est l'exploration de l'astéroïde Bénou.